# Стивенсон, Светлана Абрамовна
Светлана Абрамовна Стивенсон (урожд. Сыркина; род. 16 августа 1962, Москва) — российский и британский социолог, исследователь субкультуры молодежной организованной преступности советской и постсоветской России. Профессор Школы социальных наук Лондонского столичного университета. Кандидат социологических наук (2012). Автор монографии «Жизнь по понятиям. Уличные группировки в России».

## Биография
Светлана Стивенсон родилась в Москве, в 1984 году окончила исторический факультет Московского государственного педагогического института. В 1984—1987 годах была научным сотрудником Института научной информации по общественным наукам АН СССР. В 1988 году вместе с большой группой социологов перешла на работу в недавно созданный Всесоюзный центр изучения общественного мнения. В 1996 году в Институте социологии РАН под научным руководством доктора философских наук, профессора Юрия Левады защитила диссертацию на соискание учёной степени кандидата социологических наук на тему «Положение бездомных в социальной структуре современного российского общества: на примере Москвы и Санкт-Петербурга».
В 1996 году переехала в Великобританию, где работала исследователем и преподавателем сначала в Эссекском, а затем в Лутонском университетах. С 2002 года - преподаватель в Лондонском университете Метрополитен.
Светлана Стивенсон специализируется на исследованиях «теневой» жизни российского общества, уделяя особое внимание неформальным и криминальным сетям, их культуре и их отношениям с основным обществом и государством. Её научные работы включают глубинные интервью с беспризорными детьми, бездомными, секс-работниками и членами молодежных банд и организованных преступных организаций России.
В 2015 году опубликовала монографию «Gangs of Russia: From the Streets to the Corridors of Power», посвященную деятельности и трансформации российских уличных преступных группировок с конца 1970-х годов по 2000-е. Центральное место в ней занимают казанские группировки, их история, моральный кодекс («пацанские понятия») и экономическая деятельность. Также показано влияние культуры группировок на массовую культуру и политический дискурс. В 2017 году книга была издана в России под названием «Жизнь по понятиям. Уличные группировки в России».